# Sikniktewaq
Sikniktewaq (Sigenitog), jedan od sedam distrikata Micmac Indijanaca u New Brunswicku i Novoj Škotskoj, Kanada. 
Na području distrikta naseljene su susvremene bande Amlamkuk Kwesawék (Fort Folly First Nation), L'nui Menikuk (Indian Island First Nation), Lsipuktuk (Elsipogtog First Nation, nekada Big Cove First Nation) i Puktusk (Buctouche First Nation ili Tjipogtotjg).